# فلورنس نايتينجيل
فلورنس نايتينغل (بالإنجليزية: Florence Nightingale)‏ ‏ (12 مايو 1820 - 13 أغسطس 1910) تعرف برائدة التمريض الحديث ويطلق عليها اسم «سيدة المصباح» أو «السيدة حاملة المصباح».
ممرضة بريطانية خلال حرب القرم فيما بين 1854 و 1856، رائدة التمريض الحديث.

## حياتها
ولدت فلورنس نايتينجيل في بلدة فلورنسا بإيطاليا عام 1820 وكانت من عائلة بريطانية غنية تؤمن بتعليم المرأة وتعتبر نايتينجيل على نطاق واسع مؤسسة التمريض الحديث. تلقت تعليمها في المنزل على يد والدها. وكانت تطمح بأن تخدم الآخرين وتصبح ممرضة، ولكن والداها عارضاها في البداية، حيث لم يكن ينظر إلى مهنة التمريض في ذلك الوقت بأنها مهنة جذابة أو “محترمة”. وعلى الرغم من رفض والديها إلا أن فلورنس مضت قدما في طريقها لتعلم التمريض. وقد أتيحيت لفلورنس في ذلك الوقت الفرصة للزواج ولكنها رفضت جميع من تقدم لها لشعورها بأن الزواج سيقيدها بالمسؤوليات المنزلية.
في عام 1851 تعلمت التمريض في مدرسة الكايزروارت وكانت تؤمن بأهمية وضرورة وضع برامج لتعليم التمريض وبرامج لتدريس آداب المهنة وأن تكون هذه البرامج في أيدي نساء مدربات وعلى أخلاق عالية يتحلين بالصفات الحميدة.
اهتمت فلورنس بالنظافة وقواعد التطهير، وبتمريض الصحة العامة في المجتمع وتعتبر أول من وضع قواعد للتمريض الحديث وأسس لتعليم التمريض ووضعت مستويات للخدمات التمريضية والخدمات الإدارية في المستشفيات.

### إنجازتها
قامت بزيارة لمصر واليونان في الفترة (1849 - 1850) بصحبة أصدقاء من أسرتها، وأثناء زيارتها لمصر قامت بزيارة بعض الراهبات اللواتي يعملن في المستشفيات لمساعدة الفقراء والمرضى من أبناء الشعب.. ففي رسالة لها من الإسكندرية بتاريخ 19/11/1849 -كما يسجلها لنا د.رشاد منير شكري أستاذ الرياضيات وعلوم الحاسب بالكلية العسكرية الملكية بكندا- ذكرت فيها: (هذا المكان مزدحم براهبات الكنيسة الكاثوليكية، وراهبات الليعازريين، والكنيسة اليونانية، والكنيسة الأرمنية، والمسلمين والبروتستانت.
كان عندهن 19 ممرضة ولكن يقمن بعمل 90 ممرضة.. يقمن بتضميد الجروح وإسعاف الجرحى، ويحضر لهن العرب بالمئات من أجل الإسعافات).. وفي إحدى رسائلها من مصر -التي قامت شقيقتها بارثي بنشرها في كتاب يحمل اسم «رسائل من مصر» بعد وفاتها- يمكن للقارئ أن يكتشف بسهولة غزارة معلوماتها عن تاريخ مصر القديمة وشغفها بها، فكانت في كثير من كتاباتها تستعين بتعاليم الحكيم المصري «تحوتي»، الذي يطلق عليه اليونانيون «هرمس»..
ففي رسالة لها أرسلتها من مدينة قنا في 29/12/1849 كتبت تقول: (إنه بلا شك أن المصريين المتعلمين في مصر القديمة اعتقدوا في الإله الواحد..)، ثم في رسالة أخرى بتاريخ 29/1/1850 أرسلتها من معبد «فيلة» قالت فيها: (إنه لم يسبق لي أن أحببت مكاناً بمثل هذا المكان الذي تشعر فيه بالدفء الأسري، أشكر الله الذي وضع فيّ هذه المشاعر والأفكار.. إنني لا أستطيع وصف مشاعري وأنا بداخل معبد فيلة.. فبعد الصلوات الصباحية في يوم الأحد ذهبت وجلست في المعبد، فأحسست برهبة المكان وقدسيته).
وفي عام 1849 زارت مدينة الإسكندرية في مصر موفدة من جمعية (سان فنسان دي بول) حيث قامت بزيارة المستشفيات والمدارس التابعة لهذه الجمعية الدينية وهناك ولأول مرة تعلمت نايتنجيل شيئا جديدا تعلمت النظام وأثره في إدارة المستشفيات ثم عادت تطوف بدول أوروبا باحثة عن كل ما يمت إلى عمل الخير بصلة وأدركت أنها لا بد وأن تفعل شيئا هاما وجديداً لتلك المهنة التي أحبتها.. وبدأت تعمل من حيث كان يجب عليها أن تبدأ...من المدرسة أو المعهد الذي افتتح لإعداد الفتيات لمهنة التمريض وهو معهد (فليدئر) الذي يطل علي نهر الراين في باريس.. واستطاعت أخيراً أن تتغلب على معارضة والديها القوية.
وبدأت تعيش حياتها الجديدة... كانت تصحو من نومها في الفجر وتؤدي كل الأعمال الصغيرة وتشارك راهبات المعهد وطالباته وجباتهن الجافة وتستمع إلى المحاضرات التي كانت تلقي عليهن في فن التمريض...كانت حياة قاسية غير التي تعودت عليها في كنف والديها، ولكنها كانت تجربة عظيمة ومحببة إليها.
وعادت إلى إنجلترا... وكانت تقضي الجانب الأكبر من يومها في دراسة أحوال المستشفيات في مدينتي لندن وأدنبرة وأخذت تنادي بإقامة أول معهد للتمريض في بلادها..وبالفعل... تحققت أمنيتها، وأنشئ المعهد عام 1853 وأسندت إليها فيه مهمة إدارته وقد أسموه (معهد السيدات النبيلات للعناية بالمرضى).
وكان بيتا صغيرا للتمريض يجمع السيدات الرقيقات خلقا وحالا ونجحت نايتنجيل في عملها الجديد فلم تكد تنقضي فترة قصيرة من الزمن حتى انتقل المعهد إلى مبنى أكبر وأضخم ليصبح قادرا على استيعاب الأعداد المتزايدة من الممرضات اللواتي أقبلن على الالتحاق به.. وبدأت نايتنجيل لأول مرة تطبق نظرياتها العلمية الجديدة في علاج المرضى وكانت أولها النظافة التامة ثم الإصرار على فتح النوافذ والسماح للهواء النقي بدخول الغرف حتى في أيام الشتاء الباردة.
وتغير الحال وبدأت جيوش المرض والجراثيم تتراجع أمام نسمات الحياة وقصرت فترة علاجهم وغادروا المستشفى وهم أكثر ما يكونون صحة وعافية..وبدأ الناس يتحدثون عن هذه الساحرة التي تعالج مرضاها بالشمس والهواء..وذاع صيتها بعد الإصلاحات الكبيرة التي أدخلتها على نظم التمريض وأساليبه.
وبدأت نايتنجيل تستعد خوض تجربة جديدة أكبر عندما أسند إليها منصب مديرة الممرضات في مستشفى كلية الملك ولكن شاء القدر أن يتيح لهذه المرأة فرصة العمر لتأدية الرسالة التي حملت لواءها...فقد اندلعت حرب القرم في عام 1854 بين روسيا من جهة وبريطانيا وتركيا وفرنسا وسردينا من جهة أخرى، ونقلت صحيفة التيامز البريطانية صرخة من ميدان القتال باسم الجرحي الذين كانوا يتساقطون بالمئات بعد النصر الذي حققه الإنجليز في تركيا ويموتون يوميا بالعشرات نتيجة افتقارهم للإسعافات والتمريض.
وجاءتها الدعوة سريعة فأسرعت هي الأخرى إلى تركيا وجمع المرضى والجرحى في مبنى من مباني الجيش المأجورة $1أي ليس مستشفى أو مصحا ومع ذلك فقد بذلت نايتنجيل جهودا جبارة في مهمتها الجديدة...وقد نجحت بالفعل وحولت ذلك المبنى العسكري إلى مستشفى تتوفر فيه الشروط الصحية والإدارية اللائقة بأعمال التطبيب والتمريض..ولو علمنا أن نسبة الموتى بين الجرحى الذين كانوا يعالجون في ذلك المبنى كانت 44% قبل اضطلاع نايتنجيل بأعباء أدارت ثم هبطت تلك النسبة بفضل جهود تلك الفتاة إلى 2% لأدركنا أنها فعلا من النساء العظيمات ولم يكن عمرها وقتها قد تجاوز الرابعة والثلاثين.
وبفضل نجاحها هذا أشاد بها الجميع وبعثت الملكة فيكتوريا ملكة بريطانيا حينذاك بتحية خاصة إليها من قصرها في لندن فزاد احترام الرجال لها وأحنوا رؤوسهم إجلالا وإكبارا وبعد انتهاء الحرب التي استمرت لأكثر من عامين عادت إلى لندن لتطبق النظم التي استحدثتاه والمبادئ التي وضعتها في جميع مستشفيات بلادها.
وجمع الشعب البريطاني خمسين ألف جنيه قدموها لها هدية تقديراً للخدمات التي أدتها خلال الحرب وتسلمت نايتنجيل هديتها لتقدمها بدورها لبناء (بيت نايتنجيل) لتدريب الممرضات بمستشفى سانت توماس.. وهو البيت الذي ما زال قائما يحمل اسمها حتى اليوم وفي عام 1907 كانت أول امرأة تمنح وسام الاستحقاق وكانت قد قاربت العام التسعين من حياتها الحافلة بالعمل..وضعف بصرها وبدأت تفقد ذاكرتها.
في عام 1851 تعلمت التمريض في مدرسة الكايزروارت وكانت تؤمن بأهمية وضرورة وضع برامج لتعليم التمريض وبرامج لتدريس آداب المهنة وأن تكون هذه البرامج في أيدي نساء مدربات وعلى أخلاق عالية يتحلين بالصفات الحميدة.
اهتمت فلورنس بالنظافة وقواعد التطهير، وبتمريض الصحة العامة في المجتمع وتعتبر أول من وضع قواعد للتمريض الحديث وأسس لتعليم التمريض ووضعت مستويات للخدمات التمريضية والخدمات الإدارية في المستشفيات.

## وصف نايتينجيل للممرضة
وصفت فلورنس نايتينجيل الممرضة في مذكراتها بالصفات التالية
1. يجب أن تبتعد عن الأقاويل والإشاعات
2. يجب ألا تتحدث عن مرضاها أو أسرارهم
3. أن تكون أمينة على مرضاها
4. لا تتأخر على المرضى عند تنفيذ طلباتهم حيث أنهم يضعون حياتهم بين أيديها
5. أن تكون دقيقة الملاحظة رقيقة المعاملة حساسة لشعور الغير

## حرب القرم
في العام 1853 اندلعت (حرب القرم) بين الإمبراطورية الروسية والدولة العثمانية، وكانت بريطانيا تحارب إلى جانب الدولة العثمانية. أدت الحرب إلى سقوط عشرات الضحايا من الجانبين، وذكرت تقارير الصحافة البريطانية أن العديد من الجنود ماتوا لافتقارهم لأبسط أنواع الإسعافات الأولية، وكان هذا بمثابة الصدمة للرأي العام البريطاني.
في وقت لاحق من العام 1855 طلب من فلورنس نايتنجيل بمساعدة صديقتها سيدني هربرت السفر إلى جزيرة القرم لتدريب وتنظيم مجموعة من الممرضات، وكانت فلورانس سعيدة لتوليها منصبا يضع تدريبها كممرضة موضع الاستخدام، كما كانت صارمة في اختيار ممرضاتها وتدريبهن.
تطوعت فلورانس نايتينجيل في حرب القرم عام 1854 وقامت بتمريض الجنود في الجيش، ونتيجة لمجهوداتها في الحرب تبرع لها الشعب الإنكليزي بالنقود لتنشئ مدرسة لتعليم الممرضات في مستشفى سان توماس St.Thomas’s Hospital بإنجلترا وكانت فلورانس تنتقي طالباتها بدقة، ومنذ إنشاء مدرسة فلورانس نايتينجيل اعتبر التمريض مهنة* يجب التدريب عليها ووضع خطة تعليمية لها، وكذلك اعتبرت أن التمريض فن وأن الممرضات لا يتعاملن مع رخام أو حجارة ولكنهن يتعاملن مع آدميين أحياء لهم احتياجات ولهم شخصيات وطباع مستقلة وكان من ضمن عباراتها عن التمريض «أن التمريض يمرض أجساما حية وأرواح».
وكانت المستشفى التي تعمل بها في سكوتاري غارقة في القذارة والفوضى، ولم تكن الأسرة كافية للمرضى وتفوح من المكان رائحة كريهة، والفئران تركض في كل مكان وتنشر الامراض. تقول فلورنس في حديثها عن المستشفى «إن القيادة البريطانية قد نجحت في خلق أقرب شيء إلى الجحيم على الأرض!».
قامت فلورنس بتمريض الجنود في الجيش وكان فريقها من الممرضات يرتدون زيّا موحدا وواضحا، واهتمت بالنظافة وقواعد التطهير، ونتيجة لمجهوداتها الرائعة فقد أصبحت بطلة وطنية وحازت على تقدير كبير من الجنود في الجيش، ونالت العديد من الجوائز إحداها من الملكة فيكتوريا، وتبرع لها الشعب الإنكليزي بالنقود لتنشئ مدرسة لتعليم الممرضات.
بعد الحرب استمرت فلورنس بالعمل من أجل تحسين ظروف المستشفى والكتابة لأصحاب النفوذ لتشجيعهم على تحسين معايير النظافة في المستشفيات، وكانت تؤمن بأهمية وضرورة وضع برامج لتعليم التمريض وبرامج لتدريس آداب المهنة، فأسست مدرسة لتدريب الممرضات، واهتمت بتمريض الصحة العامة في المجتمع، لذلك تعتبر أول من وضع قواعد التمريض الحديث، وأسس لتعليم التمريض ووضع مستويات للخدمات التمريضية والخدمات الإدارية في المستشفيات.
ساهمت حرب القرم أيضاً في ميلاد ما عُرف فيما بعد بمنظمة الصليب الأحمر الدولي، فقد نشأت هذه المنظمة الإنسانية من وحي ما قامت به الممرضة الإنجليزية «فلورنس نايتينجيل» من أعمال إنسانية خلال هذه الحرب كمتطوعة لتضميد جراح الأسرى والمصابين من المقاتلين.

## السيدة حاملة المصباح
أُطلق عليها لقب «السيدة حاملة المصباح»، لأنها كانت تخرج في ظلام الليل إلى ميادين القتال، وهي تحمل مصباحاً بيدها، للبحث عن الجرحى والمصابين لإسعافهم حتى أن المرضى والجرحى كانوا يلثمون ظلها حين تمر بجوارهم، ولم يكن ما لقيته هذه السيدة العظيمة من المعاملة على يد العسكريين بأحسن حال مما لقيه منهم المراسلون الحربيون.

## وفاة نايتينجيل

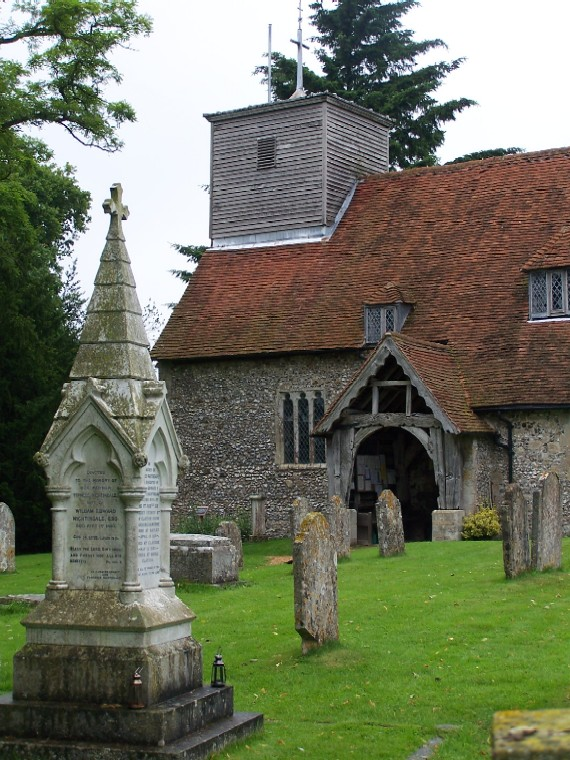
قبر فلورنس نايتينجيل

وفي 13/8/1910 رحلت فلورنس نايتنجيل وهي في التسعين من عمرها، رحلت في سلام أثناء نومها بعد حياة حافلة قضتها في رعاية المرضى بعد أن تلقنت أسس التمريض في مصر، وكنوع من التقدير لهذه الرائدة النبيلة في التمريض شيّد لها تمثال بقصر ووترلو في لندن.

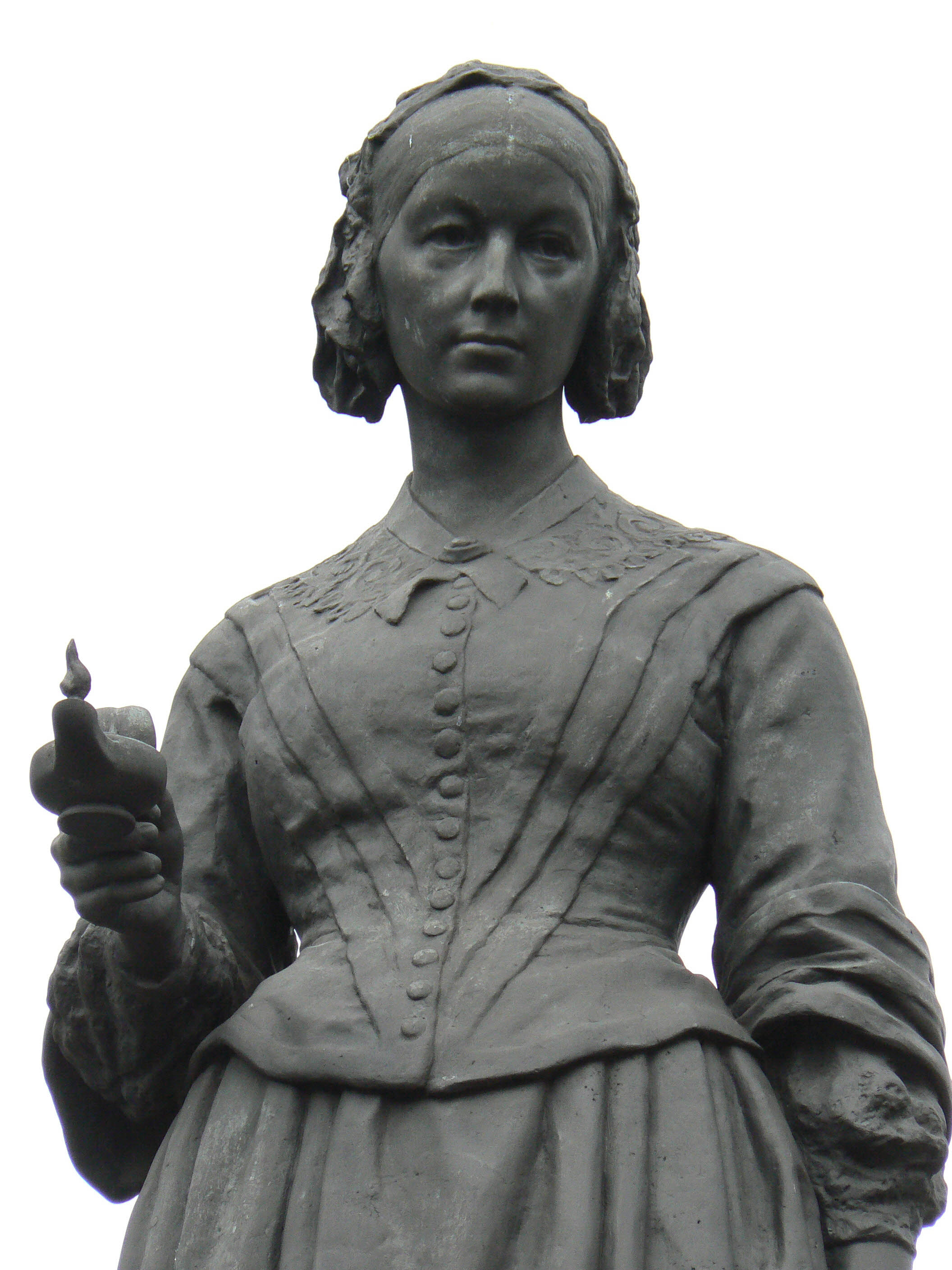
تمثال فلورنس نايتيجيل بقصر ووترلو في لندن

## جائزة نايتينجيل
أسست اللجنة الدولية للصليب الأحمر جائزة نايتينجيل، وهي أعلى تكريم في التمريض الدولي، عام 1912. وتقدم الجائزة كل عامين.

## روابط خارجية
- فلورنس نايتينجيل على موقع الموسوعة البريطانية (الإنجليزية)
- فلورنس نايتينجيل على موقع ميوزك برينز (الإنجليزية)
- فلورنس نايتينجيل على موقع إن إن دي بي (الإنجليزية)
- فلورنس نايتينجيل على موقع ديسكوغز (الإنجليزية)